# 斯科伦悖论
在数理逻辑中，特别是集合论中，Skolem 悖论是向下 Löwenheim-Skolem定理的直接结果，它声称所有一阶语言的句子的模型都有一个初等等价的可数子模型。
这个悖论见于Zermelo-Fraenkel 集合论中。康托尔在 1874年发表的更早的结果是，存在不可数集合比如自然数的幂集，实数的集合，和著名的康托爾集。这些集合存在于任何 Zermelo-Fraenkel 全集中，因为它们的存在可从公理得出。使用 Löwenheim-Skolem 定理，我们可以得到只包含可数个对象的集合论的模型。但是，它必须包含上述提及到的不可数集合，这似乎是个矛盾。但是正在讨论的这些集合是不可数的，只是在模型内不存在从自然数到这些集合的双射(注意到雙射函數也是集合，也就是一種特殊的关系)。而模型外的確有這樣的双射。

## 是悖论吗？
这个悖论被多数逻辑学家看作困惑人的东西，而不是逻辑矛盾的意义上的悖论（就是说是巴拿赫-塔斯基悖论意义上而非罗素悖论意义上的悖论）。Timothy Bays 详细论争说在 Löwenheim-Skolem定理或者这个定理周边中，都沒有自相矛盾的內容。
但是某些哲学家，例如 希拉里·怀特哈尔·普特南 和牛津哲学家 A. W. Moore，認為它在某种意义上是个悖论。
困难位于在这个定理之下的“相对主义”观念。Skolem 说：
在公理化中"集合"不意味着任意定义的搜集；集合只是通过公理所表达的特定关系而相互连接的对象。所以如果域 B 的集合 M 在公理化意义上是不可数的，则根本没有矛盾；這只是表示在 B 内不存在 M 到 Z0（Zermelo 数序列）的一一映射。雖然如此，依然有可能透過正整数，数出在域 B 内的所有对象，也因此包括了 M 的元素；当然这种枚举也是特定的对的搜集，但是这个搜集不是"集合"（就是说它不出现在域 B 中）。
Moore（1985）争论说如果这种相对主义完全可以理解，它必须在把它定为直接了当的错误的框架内来理解。它是 Skolem 的悖论。
如果 Skolem 的解释为真，可數和不可数这样的想法本質上是相對的。我们相信自然数的幂集 P(w) 为不可数的是正确的，但必须理解为相对于我们当前的“视点”。从其他视点这个集合可能实际上是可数的。但是应当有可能使这种相对性变得明確。我们可以这么做，只要我们的关于集合的论域被理解为对于它这种断言必须被相对化的对象的特定搜集。但这是不可能的，除非我们认可有一个集合包含所有我们想要谈论的集合的這个“错误”。
“在断言 P(w) 是无条件不可数的时候，我们无法理解这个除非作为确然假的断言，它根本不是不可数的。”
我们不能从同时从两个不同的视点看 P(w)；这将是不一致的。我们也不能简单的从“这个”视点来看，那么假想的相对性是不可理解的。“但是如果有可能从绝对视点看它，那么相对主义自身将失去它的根據，而且它不能拒绝声称 P(w) 包含所有 w 的子集以及它是无条件不可数的。”

## 引证
Zermelo 起初声明 Skolem 悖论是恶作剧。在 1937 年他写了一个标题为《在集合论和所谓的 Skolem 定理中的相对主义》的评论，在其中他反驳了 Skolem 悖论，即事实上 Zermelo-Fraenkel 集合论 -- 保证存在不可数多个集合 -- 却有可数的模型。其他在集合论方面的权威也发现这个结果骇人听闻。
- 現時我們什麼也做不了，除了又記下一個對集合论存疑的理由。目前也不知道使这个理论康复的方法。（冯·诺伊曼）[1]

- Skolem 的工作意味著，所謂“集合论（因此包含了几何、算术，和其他使用集合论模型的理论）的絕對公理化”，似乎根本就不存在。（冯·诺伊曼）[2]

- 关于悖论的书卷仍未合上，而关于它的意义和可能的解决方案，亦未达成一致意見。（Abraham Fraenkel）[3]

- 我相信，這套集合公理不是令人满意的终极数学基础是很显然的，而数学家大多對此不是很在意。但近來我惊奇的发现，如此多的数学家將這套集合论公理視為数学理想的基础；所以我覺得是时候作出批评了。（Skolem）[4]

## 引用
- van Dalen, Dirk and Heinz-Dieter Ebbinghaus, "Zermelo and the Skolem Paradox", The Bulletin of Symbolic Logic Volume 6, Number 2, June 2000.
- Moore, A.W. "Set Theory, Skolem's Paradox and the Tractatus", Analysis 1985, 45.